# Алойзіє Степінац

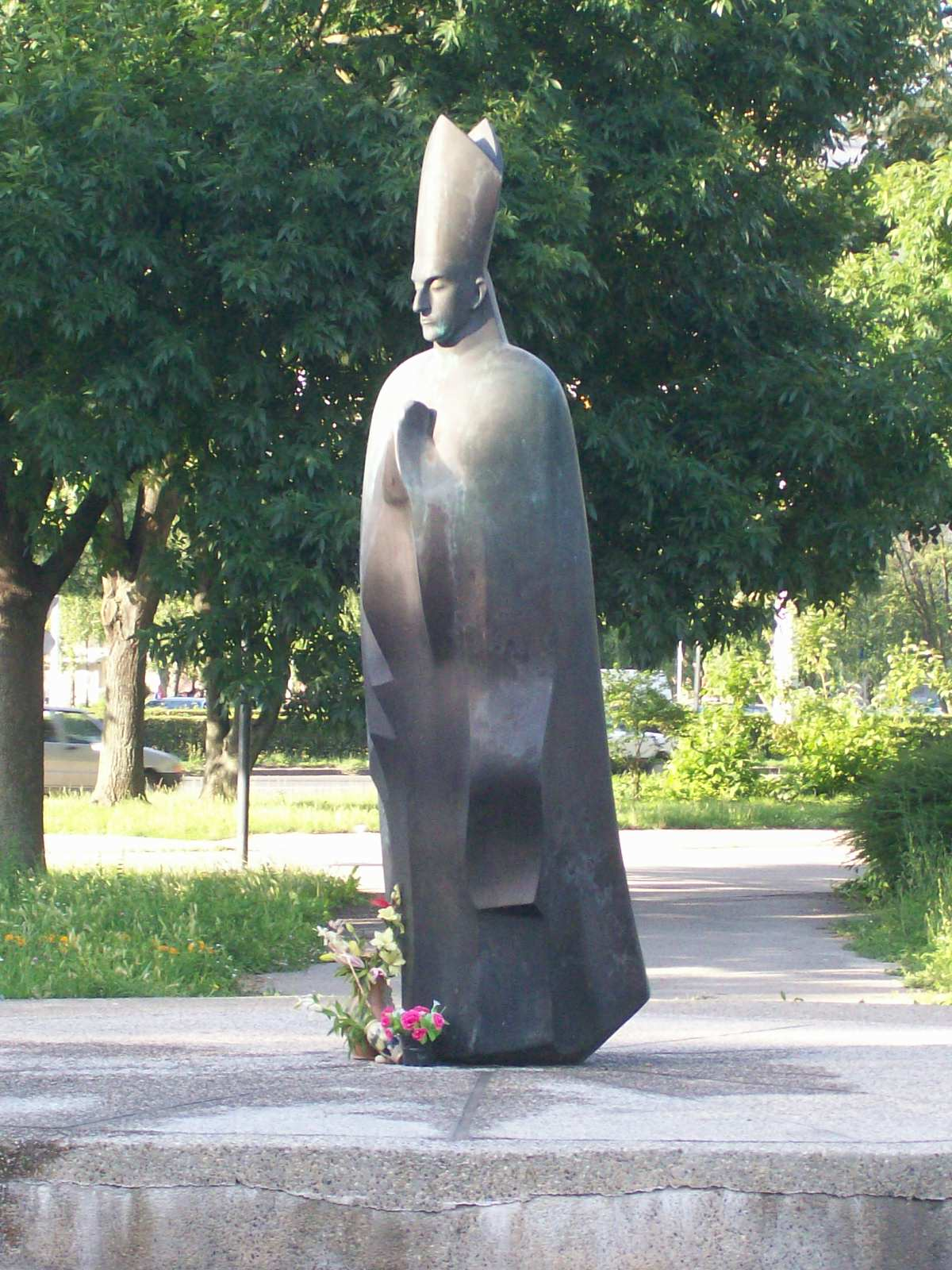
Статуя Степінаца в Загребі

Ало́йзіє Ві́ктор Сте́пінаць (хорв. Alojzije Viktor Stepinac, 8 травня 1898, Брезарич, Королівство Хорватія і Славонія, Австро-Угорщина — 10 лютого 1960, Крашич, НР Хорватія, СФРЮ) — хорватський католицький кардинал. Титулярний архієпископ Нікопсиса і коад'ютор Загреба з 28 травня 1934 по 7 грудня 1937 року. Архиєпископ Загреба з 7 лютого 1937 по 10 лютого 1960 року. Кардинал-священник із 12 січня 1953 року.
У 1998 році оголошений мучеником і зарахований до лику блаженних папою Іваном Павлом II.

## Життєпис
Народився 8 травня 1898 року в селі Брезарич у парафії Крашич у сім'ї Йосипа і Барбари Степінаців Він був п'ятим із вісьмох дітей селянської родини. 1909 року переїхав до Загреба, щоб навчатися в Загребській класичній гімназії, яку закінчив 1916 року. Прямо перед своїм 18-річчям був призваний в Австро-Угорську армію і приписаний до 96-го Карловацького піхотного полку, після чого пройшов шестимісячний вишкіл у Рієці. Потім його було відправлено служити на Італійський фронт. У липні 1918 року потрапив у полон до італійців, де пробув п'ять місяців. Після утворення Держави словенців, хорватів і сербів він більше не розглядався як ворожий солдат і натомість став добровольцем югославського легіону, задіяного на Салоніцькому фронті. Кількома місяцями пізніше був демобілізований у званні другого лейтенанта і навесні 1919 повернувся додому. За службу батьківщині в югославських військах під час Першої світової війни був нагороджений Орденом зірки Карагеоргія, відзнакою за героїзм Королівства Югославія.
Після війни вступив на агрономічний факультет Загребського університету, але залишив його вже після першого семестру і повернувся додому, щоб допомагати батькові. У 1922 році Степінац був членом Об'єднання хорватських орлів і їздив на зліт католицьких орлів у тодішню Чехословаччину, у місто Брно. Він був на чолі урочистої ходи групи, несучи хорватський прапор. У 1924 році вирушив у Рим, щоб навчатися на священника в Collegium Germanicum et Hungaricum. Під час навчання там заприятелював із майбутнім кардиналом Францом Кенігом, коли вони обидва грали в одній волейбольній команді.
26 жовтня 1930 архієпископ Джузеппе Паліка висвятив Степінаца, 1 листопада 1930 він відслужив свою першу месу в Санта-Марія-Маджоре, а в 1931 році став вікарієм парафії у Загребі. 1931 року він заснував у Загребській архідієцезії відділення Карітас, а в 1934 році папа Пій XI призначив його коад'ютором на Загребську кафедру. Після свого призначення він узяв за девіз слова In te, Domine, speravi (Господи, на Тебе я уповав). На той час у країні діяла диктатура короля Олександра. Степінац був серед тих, хто підписав Загребський меморандум з вимогою до короля звільнити Владка Мачека та інших хорватських політиків, а також вимогою загальної амністії. Югославська влада відмовила Степінацу в побаченні з Мачеком, якому той хотів подякувати за привітання з приводу призначення коад'ютором. Після вбивства короля Олександра в Марселі в 1934 році Святійший Престол дав Степінацу спеціальний дозвіл для участі у похороні у православній церкві. Коли 7 грудня 1937 помер Загребський архієпископ Антон Бауер, Степінац став його наступником. У ході Другої світової війни Королівство Югославія порвало з країнами Осі після військового перевороту, вчиненого групою югославських офіцерів 27 березня 1941 року. Новий уряд засудив Троїстий пакт, підписаний попереднім урядом на два дні раніше, яким Югославія приєднувалася до Осі і дозволяла проходження німецьких військ, що наступали на Грецію. У Белграді пройшли багатолюдні демонстрації, а демонстранти відкрито закликали до опору, якщо нейтралітет Югославії буде порушено, та виголошували гасла «Краще війна, ніж пакт» і «Краще могила, ніж раб». Переворот не знайшов підтримки серед хорватського населення і протягом наступних днів лідер Хорватської селянської партії та Блоку народної згоди Владко Мачек пішов з уряду й повернувся в Загреб у передчутті заворушень. На наступний день після перевороту Степінац зазначив:
Кінець кінцем, хорвати і серби з двох різних світів, північний полюс і південний полюс, вони ніколи не зуміють дійти згоди, якщо тільки не чудом Господнім. Розкол — це найбільше прокляття в Європі, коли б не більше, ніж протестантизм. Тут немає ніякої моралі, ніяких принципів, ніякої правди, ніякої справедливості, ніякої чесності.
6 квітня 1941 року Югославію загарбала нацистська Німеччина, яка утворила Незалежну державу Хорватія під керівництвом усташів. Як архієпископ столиці маріонеткової держави Степінац підтримував під час нацистської окупації тісні зв'язки з ватажками усташів, видавав прокламації, що прославляли НДХ і вітав керівників усташів. Попри те, що спочатку Степінац вітав Незалежну державу Хорватія, він згодом засудив злодіяння держави-сателіта нацистів проти євреїв і сербів. Виступав проти переслідування євреїв і нацистських законів, допомагав євреям та іншим тікати і критикував звірства усташів перед Загребським собором у 1943 році.

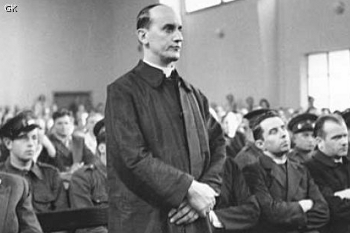
Степінац на суді

Після війни він прилюдно засудив новий югославський уряд і його дії під час Другої світової війни, особливо за вбивства священників комуністичними бойовиками. Югославська влада звинуватила архієпископа в сукупності воєнних злочинів і колабораціонізмі з ворогом у воєнний час. На Заході судовий процес подавався як типовий комуністичний «показовий процес», упереджений щодо архієпископа; однак дехто стверджував, що суд «відбувався за належною правовою процедурою». У вироку, який поляризував громадську думку як у Югославії, так і за її межами, югославська влада визнала його винним за звинуваченням у державній зраді (за співпрацю з фашистським усташівським режимом), а також у співучасті у примусових наверненнях православних сербів у католицизм. Його було засуджено на 16 років позбавлення волі, але після п'ятьох років звільнено під домашній арешт з обмеженням пересування рідною парафією у Красичі.

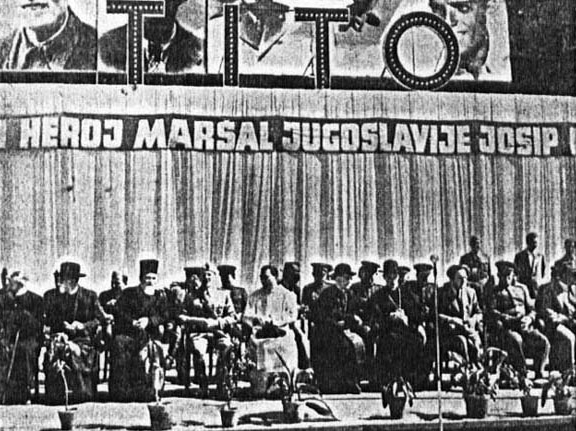
Степінац на післявоєнній комуністичній демонстрації у вересні 1945 року. Зліва направо: три достойники Православної Церкви, партизанський командувач Загреба, секретар Апостольського інспектора, вікарний єпископ д-р Йосип Лах, архієпископ Степінац, прем'єр Народної Республіки Хорватії д-р Владимир Бакарич, радянський військовий аташе, міністр внутрішніх справ д-р Гебранґ.

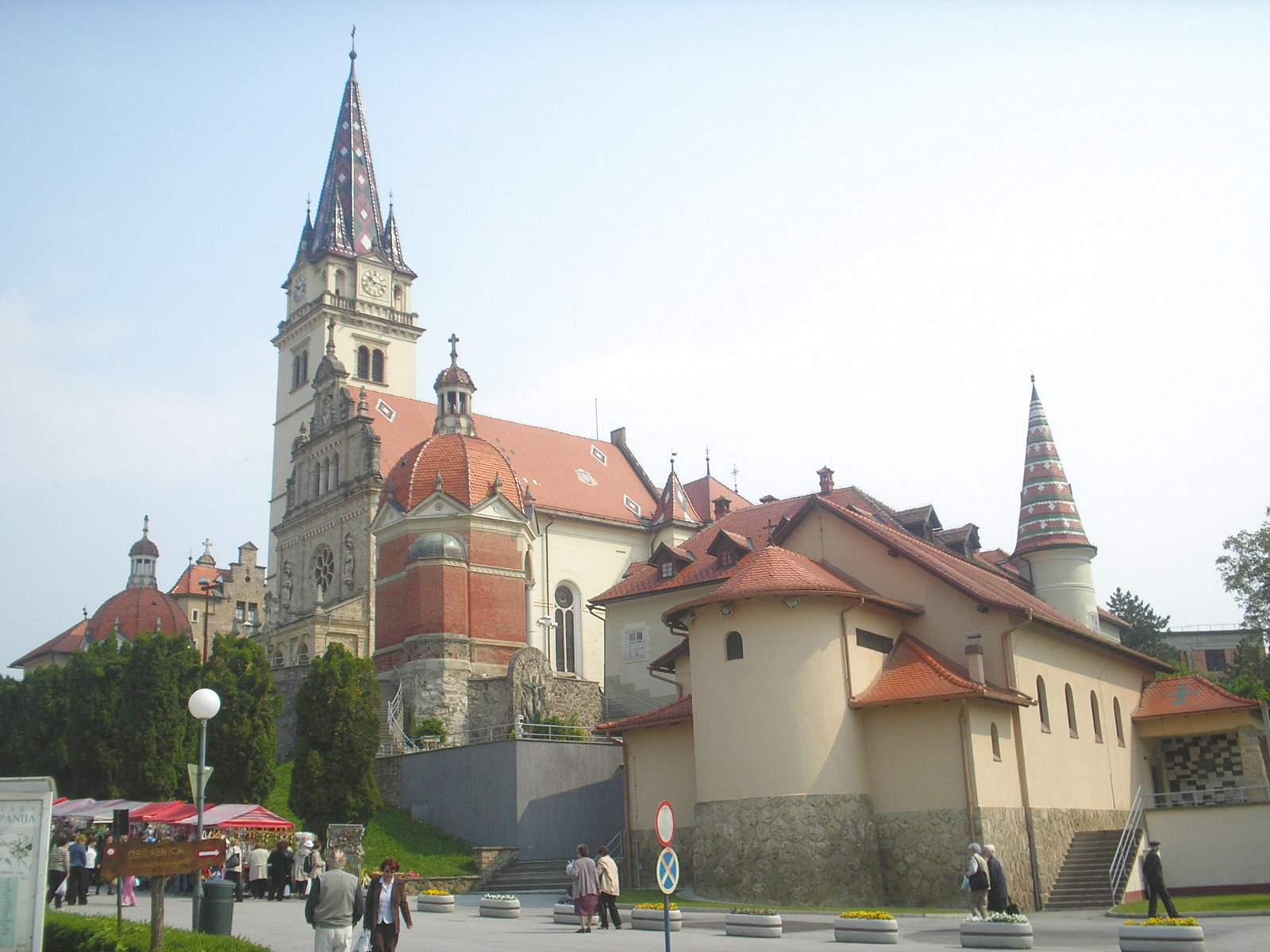
Собор Богоматері містечка Марія-Бистриця, де папа Іван Павло II беатифікував Степінаца у присутності 500 тис. хорватів

Після внутрішнього і зовнішнього тиску Степінаца було випущено з в'язниці Лепоглава. 1952 року Папа Римський Пій XII призначив його кардиналом, та він не зміг взяти участь у папському конклаві 1958 року. Степінац помер від поліцитемії в 1960 році, все ще будучи під домашнім арештом у своїй парафії. 3 жовтня 1998 папа Іван Павло II оголосив його мучеником і зарахував до лику блаженних у присутності 500 000 хорватів у Соборі Богоматері містечка Марія-Бистриця неподалік Загреба.
Стелла Александер, автор «Потрійного міфу», схвальної біографії Степінаца, пише про нього так: «Виділяються дві речі. Він боявся комунізму понад усе (особливо понад фашизм). І він вважав (це важко збагнути), що нічого поза кордонами Хорватії, за незмінним винятком Святійшого Престолу, не було цілком реальним. … Він жив серед апокаліптичних подій, що несли відповідальність, якої він не прагнув. … Кінець кінцем, йому залишалося почуватися, що він був недостатньо великим для своєї ролі. Враховуючи його обмеження, він поводився дуже добре, звісно, набагато краще, ніж більшість його людей, і він виріс у духовній висоті у ході свого довгого випробування.»